# Bisnius pseudoparcus
Bisnius pseudoparcus är en skalbaggsart som först beskrevs av Brunne 1976.  Bisnius pseudoparcus ingår i släktet Bisnius, och familjen kortvingar. Arten är reproducerande i Sverige.